# Мосамедис
Мосамедис (порт. Mossâmedes)  —  муниципалитет в Бразилии, входит в штат Гояс. Составная часть мезорегиона Центр штата Гойас. Входит в экономико-статистический  микрорегион Аникунс. Население составляет 5802 человека на 2006 год. Занимает площадь 684,451 км². Плотность населения — 7,2 чел./км².

## Статистика
- Валовой внутренний продукт на 2003 год составляет 29 784 988,00 реалов (данные: Бразильский институт географии и статистики).
- Валовой внутренний продукт на душу населения на 2003 год составляет 5602,90 реалов (данные: Бразильский институт географии и статистики).
- Индекс развития человеческого потенциала на 2000 год составляет 0,750 (данные: Программа развития ООН).